# Lisiowólka (przystanek kolejowy)
Lisiowólka – dawny kolejowy przystanek osobowy we wsi Lisiowólka, w km 29,355 linii nr 30, w powiecie radzyńskim, w województwie lubelskim. Zamknięty dla ruchu 3 kwietnia 2000 roku.
W 2022 roku podjęto decyzję o jego przeniesieniu o ponad 1 km bliżej miejscowości w ramach realizowanego programu przystankowego zwiększającego dostęp do infrastruktury kolejowej. Od 11 marca 2024 roku zmienił nazwę na Ustrzesz.